# San Costantino Calabro
San Costantino Calabro é uma comuna italiana da região da Calábria, província de Vibo Valentia, com cerca de 2.308 habitantes. Estende-se por uma área de 7 km², tendo uma densidade populacional de 330 hab/km². Faz fronteira com Francica, Jonadi, Mileto, San Gregorio d'Ippona.

## Demografia
| Variação demográfica do município entre 1861 e 2011                               |
|                                                                                   |
| Fonte: Istituto Nazionale di Statistica (ISTAT) - Elaboração gráfica da Wikipedia |